# George Vella

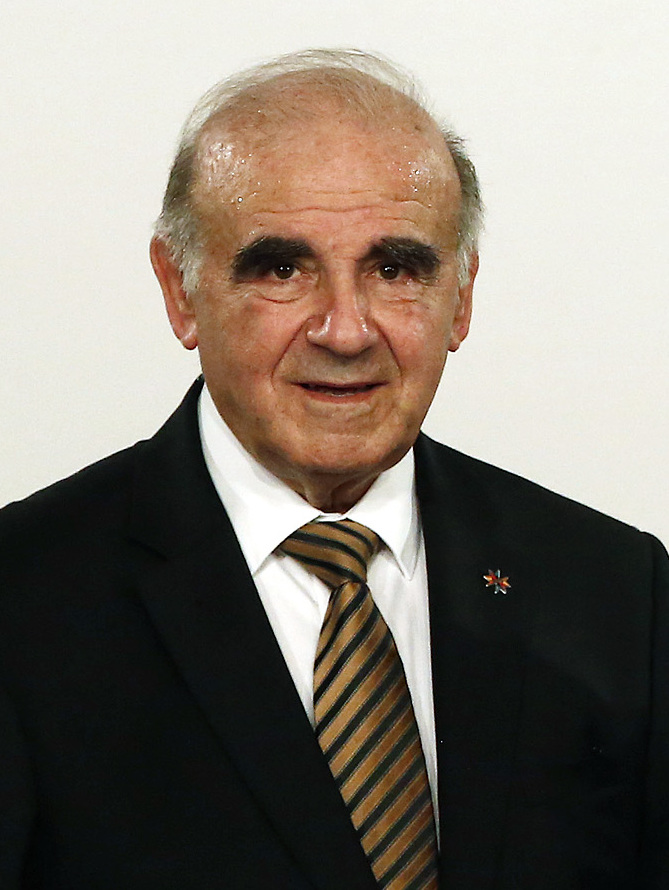
George Vella

George William Vella (* 24. April 1942 in Żejtun) ist ein maltesischer Politiker der Partit Laburista (PL). Er war von 2019 bis 2024 Präsident seines Landes.

## Leben
Vella, der von Beruf Arzt ist, wurde 1978 während der 4. Wahlperiode erstmals Mitglied des Repräsentantenhauses, als er als Nachfolger des zurückgetretenen Abgeordneten Emmanuel Attard Bezzina nachrückte. Daneben war er 1978 Ersatzvertreter in der Parlamentarischen Versammlung des Europarates sowie Berichterstatter für Meeresverschmutzung durch maritime Verursacher bei der Konferenz kommunaler und regionaler Behörden Europas (Conference of Local and Regional Authorities of Europe, CLRAE), die der Parlamentarischen Versammlung des Europarates angeschlossen ist. Bei der darauf folgenden Wahl 1981 wurde er im Wahlkreis 3, der neben Żejtun auch Fgura und Marsaskala umfasst gewählt und gehörte dem Repräsentantenhaus während der bis 1987 dauernden 5. Wahlperiode an.
1987 verlor Vella sein Abgeordnetenmandat und war zwischen Januar und Mai 1987 noch Ständiger Vertreter Maltas beim Europarat. 1992 wurde er im Wahlkreis 3 wieder zum Mitglied des Repräsentantenhauses gewählt und gehört dem Parlament nach seiner anschließenden Wiederwahl 1996, 1998, 2003 und 2008 an.
Im März 1992 wurde Vella zum stellvertretenden Vorsitzenden der Partit Laburista gewählt und war als solcher zugleich Sprecher für parlamentarische und auswärtige Angelegenheiten. Zugleich war er zeitweise Vizevorsitzender des Gemeinsamen Parlamentarischen Komitees von Malta und der Europäischen Union. Während der siebten Legislaturperiode war er zuletzt zwischen 1995 und 1996 auch Mitglied der Parlamentarischen Ausschüsse für die Geschäftsordnung (Standing Committee on House Business) sowie für Auswärtigen Angelegenheiten (Standing Committee on Foreign Affairs).
Während seiner langjährigen Parlamentszugehörigkeit leitete er zahlreiche Delegationen Maltas bei internationalen Konferenzen und Seminaren zu außen- und umweltpolitischen Themen wie zum Beispiel in Straßburg, Aachen, London, Brüssel, Paris, Moskau, Kairo, Damaskus und Tripolis.
Nach dem Sieg der PL bei den Wahlen 1996 wurde Vella am 29. Oktober 1996 von Premierminister Alfred Sant zum Vize-Premierminister und Minister für Auswärtige Angelegenheiten und Umwelt in dessen Kabinett berufen und bekleidete diese Funktion bis zur Niederlage bei den vorgezogenen Parlamentswahlen im September 1998.
Im Mai 2003 folgte ihm Charles Mangion als stellvertretender Vorsitzender der PL. 2004 war er kurzzeitig Mitglied des Europäischen Parlaments. 2010 wurde Vella außenpolitischer Sprecher der MLP-Fraktion im Repräsentantenhaus.
Nach dem Sieg der PL bei den Wahlen im März 2013 wurde Vella am 13. März 2013 erneut Außenminister. Er war Außenminister bis den 9. Juni 2017. Sein Nachfolger ist Carmelo Abela.
Am 2. April 2019 wählte ihn das Parlament zum neuen Präsidenten von Malta. Er übernahm das Amt von seiner Vorgängerin Marie Louise Coleiro Preca am 4. April 2019. Am 4. April 2024 wurde er in diesem Amt von Myriam Spiteri Debono abgelöst.